# Katti Wankel

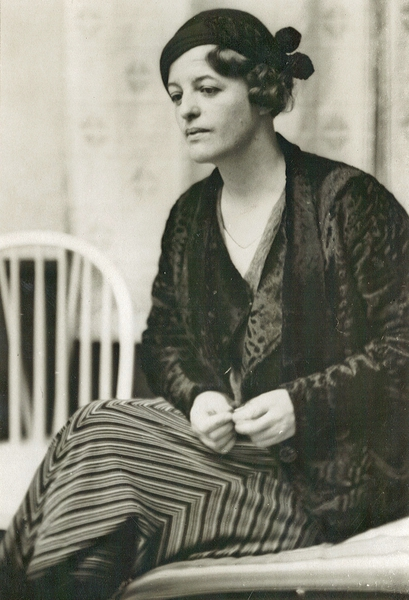
Katti Wankel, um 1930

Katti Wankel, geboren als Katti Anker Castberg (* 19. August 1897 in Charlottenburg; † 13. August 1992 in Bærum, Akershus) war eine norwegische Herausgeberin. Die von ihr gegründete Zeitschrift Hus og Have (Haus und Garten) war das erste norwegische Magazin für Innenarchitektur und Lifestyle.

## Leben
Katti Anker Castberg war das älteste Kind des Geigers Torgrim Castberg (1874–1928) und seiner Frau Ida Anker (1876–1945). Ihr Vater entstammte der alten norwegischen Familie Castberg, die Mutter war eine Tochter von Herman Anker, dem Gründer der ersten Volkshochschule in Norwegen. Katti Wankel war die Nichte des Sozialpolitikers Johan Castberg und der Frauenrechtlerinnen Katti Anker Møller, Ella Anker und Hanna Castberg von der Lippe. Ihr Bruder Johan Christian Castberg trat schon als Kind mit seinem Vater als Geiger auf und war später als Illustrator und Porträtmaler tätig.
Im November 1900 siedelte Torgrim Castberg mit seiner Familie von Berlin nach Bergen, um dort die Stelle eines Konzertmeisters anzunehmen. Fünf Jahre später gründete er die Musikakademiet i Bergen als Ausbildungsstätte für Jugendliche und angehende Musiker.
Mit 19 Jahren, am 27. Dezember 1916, heiratete Katti den Handelsvertreter Georg Wankel (* 23. März 1894 in Moss; † 19. August 1972 in Bærum), den Bruder der Malerin Charlotte Wankel. Der Bräutigam war der jüngere Sohn des Gutsbesitzers Georg Reinholdt Wankel (1843–1907) und der Sigrid Ring (1858–1952). Während der älteste Sohn, Ingar Wankel (* 1883), das väterliche Gut Kambo gård samt Waldbesitz übernahm, arbeitete Georg Wankel als Förster, Schafzüchter und schließlich als Büroleiter bei der Dalen Portland Cementfabrikk. „Im Jahr 1921 reiste er als Handelsreisender nach Deutschland und England und gründete in Danzig ein Importgeschäft unter dem Namen Wankel & Co. 1924 kehrte er nach Christiania zurück, wo seine Frau das Agenturgeschäft Kattiwa gegründet hatte, das sie bis 1928 gemeinsam führten. Seit 1928 war Georg Wankel Geschäftsführer eines Unternehmens in Oslo.“
In der Ehe von Katti und Georg Wankel wurden drei Kinder geboren: Ida Charlotte (* 10. Oktober 1917), Barbra Ring (* 1. Dezember 1918) und Georg Reinholdt (* 5. September 1920). Barbra Ring wurde später unter dem Namen Ba Børresen eine bekannte Tänzerin und Theologin. 1920 lebte die Familie in Christiania auf Ole Vigs gate 19.
Das Ehepaar gehörte zur Osloer „guten Gesellschaft“ und war prominent, was durch einen Beleg an entlegener Stelle nachweisbar ist. Als im Februar 1945 die deutsche Besatzungsmacht in Norwegen eine Verhaftungswelle veranlasste, wurde das in einer Washingtoner Exilzeitung kommentiert: „Numerous persons have been arrested by the Germans during recent weeks. It is hard to see any plan behind the arrests, but a number of well-known men are among those imprisoned.“ Anschließend werden nur einige Prominente mit Namen genannt, darunter auch „Georg and Katti Wankel“.

## Werk

### Hus og Have

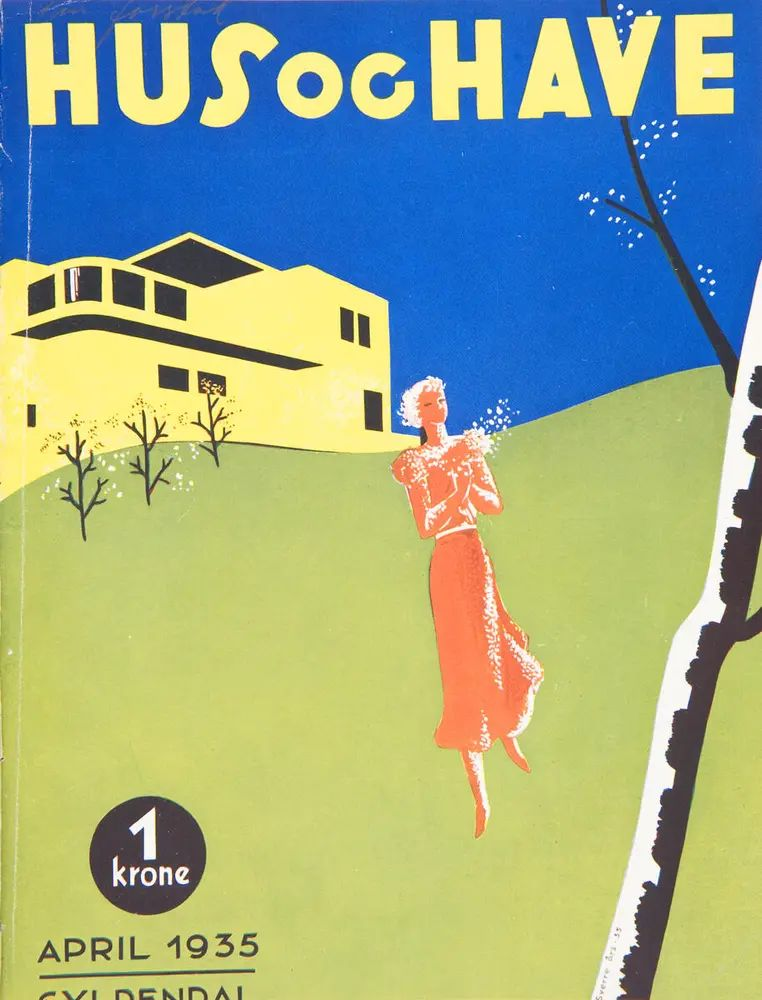
Titelseite der Zeitschrift Hus og Have, April 1935. Hus og Have war die erste norwegische Zeitschrift für Innenarchitektur und wurde 1930 von Katti Wankel gegründet und herausgegeben.

Im Jahre 1930 gründete Katti Wankel die Zeitschrift Hus og Have (Haus und Garten), das erste norwegische Magazin für Innenarchitektur und Lifestyle, und betreute sie als Herausgeberin und Redakteurin. Hus og Have erschien zunächst im Some & Co's Forlag viermal im Jahr und in einem bescheidenen Format. 1934 wurde sie vom Gyldendal Norsk Forlag übernommen, auf Initiative des Verlagsleiters Harald Grieg. Die Zeitschrift wurde danach größer und umfangreicher und erschien monatlich.
„Das Magazin enthielt ‚Hausreportagen‘ mit Persönlichkeiten aus Kultur und Wirtschaft der damaligen Zeit, wie dem Kunstsammler Rolf Stenersen, dem Reeder Rudolf Olsen und dem Fabrikbesitzer Thomas Stang. Zahlreiche Immobilien, die heute die Liste der teuersten Immobilien des Landes anführen, wurden neben Tipps und Ratschlägen zu allen möglichen Themen vorgestellt, von der Kindererziehung über Bälle bis hin zur neuesten Mode aus Paris und Werbung für exklusive Produkte.“
Katti Wankel hatte 1929 das Buch Hjemmets innredning (Die Innenausstattung Ihrer Wohnung) veröffentlicht, dessen Erfolg sie zur Zeitungsgründung motivierte. In der ersten Ausgabe vom März 1930 erläuterte sie ihr Anliegen: „Über Geschmack soll man nicht streiten, das wissen wir, und das haben wir auch nicht vor. Aber wir werden uns bemühen, dass die Bilder, die wir veröffentlichen, unseren Lesern immer etwas zu sagen haben, sei es, dass sie zeigen, was die neue Zeit bringt, sei es, dass sie Altes und Anerkanntes zeigen, das von den Menschen der Vergangenheit geschaffen wurde.“ (zitiert bei .)
Das Versprechen, Altes und Neues zu zeigen, wurde durchaus eingehalten. Hus og Have berichtete über die Bauhausbewegung und die Bauten von Le Corbusier (von dem 1935 sogar ein Interview abgedruckt wurde). Auch die einheimischen funktionalistischen Architekten wie Ove Bang, Arne Korsmo und Leif Grung wurden mit ihren Werken vorgestellt. Obwohl Hus og Have nur eine kurzfristige Erscheinung war, ist es „eine Fundgrube der Kulturgeschichte, da es einen Einblick in das Leben der norwegischen Oberschicht vor den schlechten Zeiten gibt, die mit dem Zweiten Weltkrieg begannen.“

### Andere Herausgeberschaften
1938 wurde Hus og Have eingestellt und die Berichterstattung über Architektur in das Blatt Alle Kvinners Blad (Zeitschrift für alle Frauen) integriert, das weniger elitär war und sich an das breitere Mittelschichtspublikum richtete. Auch diese Zeitschrift wurde von Katti Wankel herausgegeben, zusammen mit Johanna Oftedal. Alle Kvinners Blad war bis zur Einstellung 1975 eine wichtige Einnahmequelle für den Verlag Gyldendal.
In den 1950er Jahren war Katti Wankel die Herausgeberin des bei Dreyers Forlag jährlich erscheinenden Damenes årbok (Jahrbuch der Frau) und sie veröffentlichte Einzelbände über Architekturelemente, wie Küchen, Türen und Kamine. Das Boken om julen (Buch über Weihnachten) erschien in Zusammenarbeit mit Kattis Bruder Johan Christian Castberg, der die Illustrationen beisteuerte.

## Monografien von Katti Wankel
(Quelle: )
- Hjemmets innredning. (Die Innenausstattung Ihrer Wohnung.) Some, Oslo, 1929 (Information).
- Peisen. 26 tegninger i farger. (Kamin. 26 Zeichnungen in Farbe.) Illustriert von H. M. Gram. Eigenverlag, 1949 (Information).
- Kjøkkenet. innredningsmappe nr 1. (Die Küche. Einrichtungsmappe Nr. 1.) Illustriert von H. M. Gram und Harry Vinje. Eigenverlag, Oslo 1949 (Information).
- Døren. 24 plansjer i farger. (Die Tür. 24 Plakate in Farbe.) Eigenverlag, 1950 (Information).
- (als Hrsgr.): Boken om julen. (Das Buch über Weihnachten.) Illustriert von Johan Castberg. Solberg og Heyerdahl, Oslo 1952 (Information)